# Салаберри-де-Валлифилд
Салаберри-де-Валлифилд (фр. Salaberry-de-Valleyfield) — город в провинции Квебек, Канада, расположен в административной области Монтережи.
Перепись 2006 года выявила 39 672 жителя города.
Расположенный всего в нескольких километрах к юго-западу от Монреаля, Салаберри-де-Валлифилд географически удобно расположен и обладает замечательным разнообразием транспортной инфраструктуры с лёгким доступом к остальному Квебеку, Канаде и северо-востоку Соединённых Штатов.

## История
Город был назван в честь полковника Шарля де Салаберри, который служил в британской армии во время войны 1812 года и отбил наступление американцев на Монреаль. «Валлифилд» пришло от Валлифилд Миллс, бумажной фабрики в Эдинбурге в Шотландии.
В городе располагалась римско-католическая епархия Валлифилд.

## Население
Изменение численности населения.
| Перепись | Численность | Изменение (%) |
| -------- | ----------- | ------------- |
| 2006     | 39,672      | ▲1.7 %        |
| 2001     | 39,028      | ▼1.4 %        |
| 1996     | 39,563      | ▼1.2 %        |
| 1991     | 40,061      | N/A           |

Языковая ситуация: — языки в качестве родного:
| Язык                     | Численность | Процент (%) |
| ------------------------ | ----------- | ----------- |
| Только французский       | 36,845      | 95.54 %     |
| Только английский        | 1,035       | 2.68 %      |
| Английский и французский | 240         | 0.62 %      |
| Другие языки             | 445         | 1.15 %      |

## Туризм и достопримечательности
В регионе вокруг Салаберри-де-Валлифилд развит агротуризм. В городе расположена небольшая картинная галерея местных мастеров. В городке Водрёй-Дорьон по соседству имеется детский развлекательный центр Zig Zag Zoo. Городок расположен поблизости от Монреаля и Лаваля, и местным туристам, имеющим автомобиль, доступны все достопримечательности Большого Монреаля.